# Theodoros Prodromos
Theodoros Prodromos (cca 1100 – cca 1165; řecky Θεόδωρος Πρόδρομος, pravděpodobně také stejná osoba jako takzvaný Ptochoprodromos – řecky Πτωχοπρόδρομος, v překladu „Chudý Prodromos“) byl byzantský spisovatel z Konstantinopole, známý pro svou prózu i poezii.

## Život
Některé zdroje si troufají uvést přesný rok narození i úmrtí, 1098–1166, ale většina badatelů si není jistá, protože není známo mnoho detailů z jeho života. Je jisté, že působil na byzantském dvoře a napsal mnoho příležitostných básní pro tamější okruh mecenášů. Na rozdíl od dřívějších byzantských básníků, kteří vždy pocházeli z městské aristokracie, Prodromos měl téměř jistě poměrně chudobné kořeny. Vystudoval gramatiku, rétoriku a filozofii a oblíbil si antickou literaturu, kterou se později při psaní svých děl často inspiroval. Za vlády Jana II. Komnena (1118–1143) a Manuela I. Komnena (1143–1180) byl díky svým humorným básním v úzkém kontaktu s konstantinopolským císařským dvorem. 
Jeho další příjem plynul z učitelství, ale kolem roku 1140 onemocněl, pravděpodobně na neštovice, a od té doby trpěl trvalými následky. Ve svých básních si neustále stěžoval mimo jiné na své tělesné znetvoření a na padání vlasů. Od císaře Manuela I. nakonec dostal prebendu a zbytek života strávil v klášterní péči, kde zemřel asi mezi lety 1156–1158, případně také některé zdroje uvádějí přelom 60. a 70. let.

## Literární dílo
Literární činnost Theodora Prodroma byla velmi rozsáhlá a různorodá. Jeho nejstarším dochovaným a datovatelným dílem je báseň k příležitosti korunovace prince Alexia spolucísařem, která proběhla v roce 1122. Podobné básně začal poměrně často skládat a velmi pravděpodobně za ně dostával zaplaceno, ale tento výdělek nebyl nijak pravidelný, a tak většinou na konec svých básní přidal část, kde prosil o finanční výpomoc kvůli své problematické ekonomické situaci. Z toho vzniklo označení pro nový žánr, žebravá poezie. Básně skládal pro více členů císařské rodiny, dochované jsou například básně pro Annu Komnenu a sebastokratorissu Irenu.
Jeho tvorba je velmi všestranného založení. Svými básněmi rozvíjel, mezi jinými, žánr, který zavedl Nikolaos Kallikles, básnické panegyriky opěvující přední aristokraty císařského dvora. Některá literární díla mu ovšem mohou být připisována neprávem. Navzdory panegyrickému a tradičně užívanému zpracování poskytují jeho spisy důležité informace o mnoha aspektech soudobých byzantských dějin, protože často vznikaly při historicky významných veřejných událostech. 
V jeho díle, které obsahuje prózu i poezii v podobě jak dialogů a dopisů, tak epigramů a příležitostných básní, je patrný silný satirický nádech. Prodromos hojně využívá suchý až kousavý humor a poznámky má velmi trefné až někdy jízlivé. Dochovalo se mnoho jeho spisů v byzantské klasicizované řečtině. Z díla je patrné, že velmi dobře znal jak Bibli, tak klasická antická díla, dokázal uplatnit i homérskou dikci. Po vzoru Heliodora a jeho díla Aithiopské příběhy Theagena a Charikeli napsal veršovaný román O Rhodantě a Dósikleovi (Τὰ κατὰ Ῥοδάνθην καὶ Δοσικλέα) o devíti knihách. Jde o romantický příběh zasazený na Kypr a mísí se v něm antické a orientální motivy.
Jeho další dílo, Boj koček a myší (Κατομυομαχία), je parodické drama na klasickou řeckou tragédii napsané v jambických trimetrech. Děj se odehrává mimo jeviště a je publiku je popsán ve dvou promluvách posla. V závěru zachrání myši před kocourem deus ex machina, což je pro antiku typický způsob, jak řešit bezvýchodné situace v dramatech. Dílo přímo odkazuje na Homérovu Žabomyší válku (Βατραχομυομαχία).
Napsal také dvě satirické básně: „Proti necudné stařeně“ (Κατὰ φιλοπόρνου γραός) a „Proti vousatému starci“ (Κατὰ μακρογενείου γέροντος). Rovněž se dochovala astrologická báseň o působení a významu planet. Pro současnou kulturní historii jsou ještě podstatné „Verše na dvanáct měsíců“ (Στίχοι εἰς τοὺς δώδεκα μῆνας). Prodromos napsal také četné příležitostné básně a epigramy, mnohdy u příležitosti nějaké veřejné události mající historický význam nebo za účelem žebrání, dále několik náboženských básní a pár pojednání o teologii, filozofii a gramatice; dialogy psané ve stylu Lukiana ze Samosaty; hagiografii svatého Meletia Mladšího; příležitostné řeči, epištoly a mnoho dalších děl. 

## Ptochoprodromos
Jedna sbírka čtyř básní, napsaná vernakulárním jazykem, se dochovala pod pseudonymem "Ptōchopródromos", avšak dosud nebylo s jistotou zjištěno, zda tyto básně napsal Theodoros Prodromos, nebo někdo, kdo skutečného Prodroma pouze napodoboval, případně ho dokonce parodoval. Jedním z řešení této otázky autorství je předložená hypotéza, že existovali dva básníci stejného jména. Důkazem měl být jeden verš mezi Ptochoprodromovými texty, kde autor chválí „slavného spisovatele, ladnou vlaštovku“, který byl jeho „přítelem a předchůdcem“. Při rozlišování, které básně patří komu z obou básníků, však narážíme na nepřekonatelné překážky. Navíc bylo také bez pádnějších důkazů naznačeno, že jeden Prodromos zemřel v roce 1152 a druhý v roce 1166.
Základní část Ptochoprodromových spisů tvoří pět veršovaných satir a žebravých básní, které jsou označeny jako A, B, C, D a E. Báseň A si zoufá nad básníkovou cholerickou manželkou a prosí o pomoc císaře Jana II. Komnena (1118–1143). Báseň B je adresována sebastokratorovi a prosí o milodary na zlepšení jídelníčku. Báseň C, adresována císaři Manuelu I. Komnenovi (1143–1180), představuje stížnost mladého mnicha na skandální životní podmínky v jeho klášteře. Báseň D je pak pouze paralelou básně C. Báseň E popisuje byzantského spisovatele.
Rukopisy naznačují, že autorem těchto básní je Prodromos (vyskytují se různé varianty jména). Rukopis klášterní satiry (C) označuje jako svého autora Hilariona (Ptocho)prodroma, a toto jméno se znovu vyskytuje v básni D. Dané jméno bylo vždy ztotožňováno se slavným prozaikem a básníkem Theodorem Prodromem, který ale psal klasicistní byzantskou řečtinou. Podobná dvojjazyčnost (klasicistní a vernakulární řečtina) není až tak překvapivá, protože se vyskytuje již ve spisech Michaela Glykase. Mnozí badatelé se však domnívají, že ani klášterní satiru (C), ani satiru o spisovateli (E) není možné s životem Theodora Prodroma spojit. Jiní se domnívají, že Hilarion byl Theodorovým synem, a nesprávné odkazy na autorství v rukopisech připisují pozdějším opisovačům. Pro tuto hypotézu však nebyly nalezeny žádné důkazy.